# Reginald Farrer
Reginald John Farrer (* 17. Februar 1880 in 3 Spanish Place, Marylebone, London; † 17. Oktober 1920 in Nyitadi, Burma) war ein englischer Schriftsteller, Maler und Pflanzensammler.

## Leben
Sein Vater, James Anson Farrer (1849–1925), war ein wohlhabender Rechtsanwalt, Autor und Landbesitzer aus Clapham im North Riding von Yorkshire, seine Mutter Elizabeth („Bessie“) Georgina Ann Reynell-Pack Tochter eines Berufsoffiziers. Er hatte noch einen jüngeren Bruder.
Farrer wurde mit einer Hasenscharte und einem Wolfsrachen geboren und deshalb als Kind wiederholt operiert. Durch die Missbildung des Gaumens hatte er Schwierigkeiten bei der Artikulation. Bis ins Alter von 15 Jahren verstand nur seine Mutter, was er sagte. Deshalb wurde er zu Hause in Clapham und der Newnham Rectory erzogen. Zeitlebens hatte Farrer jedoch eine schrille und unangenehme Stimme. Seine Mutter war in der Kirche und wohltätigen Organisationen tätig. Farrer interessierte sich bereits als Kind für Pflanzen. Als sein Vater 1889 das Gut Ingleborough in Yorkshire erbte, entwarf der 14-jährige Farrer den Steingarten neu. Er publizierte einen Artikel über ein örtliches Vorkommen des Sandkrautes Arenaria gothica auf dem Ingleborough Fell im Journal of Botany. Auch später pflegte er Besucher des Gutes auf die Fells zu führen, um ihnen die dortige Pflanzenwelt zu zeigen. Von 1898 bis 1902 studierte er klassische Literatur „Greats“ (Literae Humaniores) am exklusiven Balliol College, Oxford, das er, vielleicht krankheitsbedingt, mit einem sehr schlechten Ergebnis (third) abschloss. Während seiner Studienzeit half er dem Pfarrer H. J. Bidder, den Steingarten des St John’s Colleges einzurichten. Außerdem freundete er sich mit seinen Kommilitonen Aubrey Herbert, einem zukünftigen Diplomaten, und Raymond Asquith an und gründete den Debattierclub „Ganymede“. Er entdeckte seine homoerotischen Neigungen, die er unter den Bedingungen der Zeit jedoch verbarg. In Japan hatte Farrer angeblich eine Affäre mit einer Geisha, heiratete aber nie. In einigen seiner Werke wird der Kontrast zwischen Gattin und Konkubine beleuchtet.
1901 gründete Farrer eine Gärtnerei in Clapham, die auf Steingartenpflanzen spezialisiert war. Sie gewann mehrere Preise auf der Chelsea Flower Show. Sie musste jedoch 1914 bei Kriegsbeginn schließen, da die englischen Gärten nun der Selbstversorgung dienen sollten.
In Japan machte Farrer die Bekanntschaft der englischen Reiseschriftstellerin Gertrude Bell und ihres Bruders Hugo Bell. Er begann hier, Pflanzen zu sammeln. Ferner studierte er die Gartenkunst Japans, die ihn begeisterte, die aber durch verderbliche westliche Einflüsse bedroht war. Nach der Reise publizierte er ein Buch über "Asiatische" Gärten. Auf der Rückreise von Japan schrieb Farrer seinen ersten Roman, der 1906 veröffentlicht und unter anderem von Virginia Woolf im Times Literary Supplement gelobt wurde. Sein nächstes Buch beruhte auf der Theorie der Seelenwanderung. Wie Orlando hatte es eine Heldin, die ihr Geschlecht wechselte. Es wurde von der Kritik jedoch ebenso wie seine folgenden Romane schlecht aufgenommen. Farrers Romane enthalten scharf und zuweilen bösartig beobachtete Einzelheiten des Lebens der Britischen Oberklasse, seine Biographin Nicola Shulman beurteilt ihre Handlung jedoch als „unnötig kompliziert“.
Sein konservativer Vater hatte Farrers hohe Ausgaben auf der Japan-Reise missbilligt und kürzte seine Apanage. Die nächsten zehn Jahre musste Farrer auf dem väterlichen Gut verbringen, wo er seine Gärtnerei ausbaute und mehrere Gärten anlegte. Da ihm sein Vater nicht genügend Arbeiter zur Verfügung stellte, musste Farrer sie weitgehend selbst betreuen, damals eine Neuheit. Farrers Steingarten, auf einer Klippe des Ingleborough angelegt, galt als der einzig natürliche Steingarten Englands. Um ihn anzulegen, musste sich Farrer abseilen, angeblich schoss er auch von einem Boot aus Samen aus seinem Gewehr auf die steilen Felsen. Von der Anlage ist heute nichts mehr erhalten.

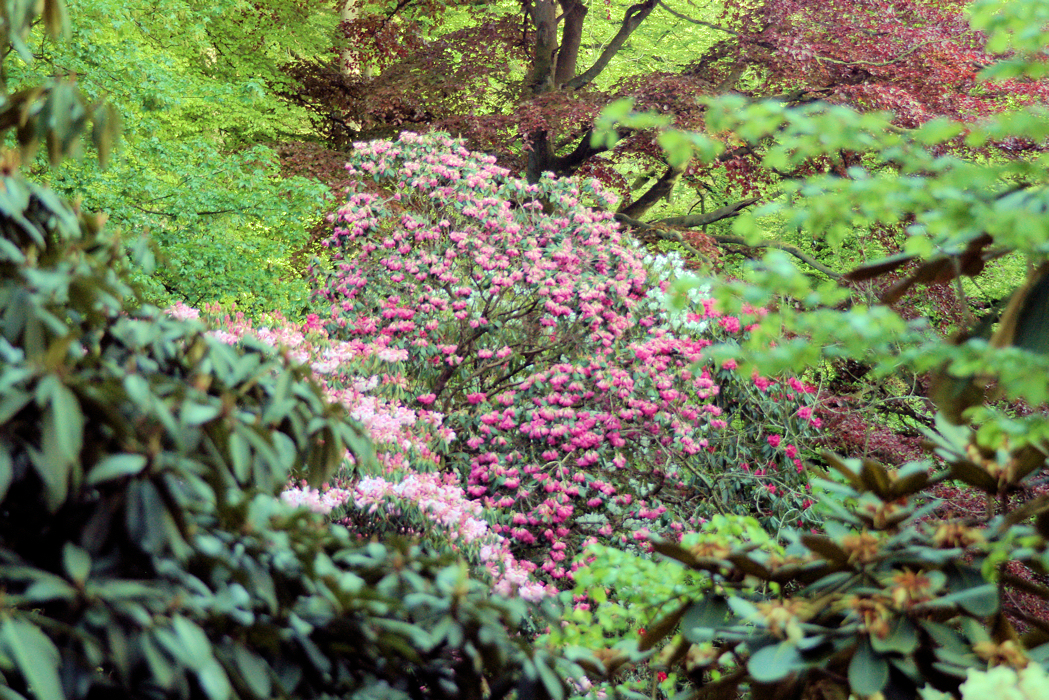
Von Farrer gepflanzter Rhododendron in Clapham

Farrer war wie sein Vater Mitglied der Liberalen Partei und wurde Friedensrichter für West-Yorkshire. Er kandidierte 1910 als Abgeordneter für Ashford in Kent. In der Wahl sprach er sich für den Freihandel aus. Er verlor die Wahl jedoch gegen den konservativen Kandidaten Lawrence Hardy, vielleicht auch, weil er angeblich die 1000 Pfund, die ihm sein Vater, Mitglied des Unterhauses für Skipton, für Wahlausgaben zur Verfügung gestellt hatte, verwendete, um Cypripedien zu kaufen. Zudem hatte er wenig Gespür für Öffentlichkeitsarbeit und verließ etwa ein Benefiz-Konzert der Liberalen Partei wegen dessen mangelnder Qualität.
Auf seiner Ceylon-Reise wurde Farrer 1907 zum Entsetzen seiner Familie Buddhist, wie seine Base Edith Sitwell berichtet. und posierte danach für Photos in orientalischen Gewändern.
Farrer wurde 1916 nach seiner Rückkehr aus China für wehruntauglich erklärt und arbeitete als Journalist im britischen Informationsministerium unter John Buchan, bis dieses 1918 aufgelöst wurde. Es war das einzige Mal, dass er einer bezahlten Arbeit nachging. Der Propaganda-Journalismus ekelte ihn jedoch an.
Farrer verstarb 1920 in der Nähe der britischen Hill Station Nyitadi östlich des Irrawaddy im Min Shan, wo er Pflanzen sammelte und an einem neuen Roman arbeitete, laut dem nicht anwesenden Cox an Diphtherie. Dies scheint jedoch zweifelhaft, da er diese Krankheit bereits während seiner Studentenzeit in Oxford überstanden hatte. Farrer wurde in Kawngglanghpu begraben, nicht, wie Cox behauptet, in Konglu. Ein kleiner Gedenkstein im Familien-Garten in Ingleborough trägt die Worte He died for love and duty in search of rare plants. Das Tagebuch seiner letzten Reise wurde von seiner Mutter zerstört, das Manuskript seines letzten Romans The empty House sowie die gesammelten Samen waren an seinem Todesort zurückgeblieben.
Sein detailliertes Herbarium sowie Briefe an seine Mutter und Pflanzensammler wie Edward Augustus Bowles und Isaac Bayley Balfour werden im botanischen Garten von Edinburgh aufbewahrt. Seine Familie übergab dem Botanischen Garten 2005 weitere Schriftstücke und Zeichnungen. Die Fotografien sind teilweise eine Dauerleihgabe der Lakeland Horticultural Society.

## Werke
Farrer hatte eine Karriere als Schriftsteller geplant und veröffentlichte fünf Romane und zwei Versepen, die jedoch heute weitgehend vergessen sind. Er schätzte die Romane von Jane Austen, die nach Ansicht von J. Mather auch seine Reisebeschreibungen beeinflussten.
- Herod through the Opera Glass. A tragedy in three acts [A parody of Stephen Phillips’ “Herod”]. Oxford, B. H. Blackwell (1901)
- The life of Frederic William Farrar, sometime dean of Canterbury. London, James Nisbet: 1904
- The Garden of Asia, Impressions from Japan. London, Methuen & Co. 1904.
- The House of Shadows. London, Edward Arnold (1906)
- The sundered Streams. The history of a Memory that had no full stops. London, Edward Arnold (1907) (gutenberg.org)
- My Rock Garden. London, Edward Arnold (1907)
- The Dowager of Jerusalem: a romance in four acts [Versepos]. London, Edward Arnold (1908)
- Alpines and Bog Plants. London, Edward Arnold (1908)
- The Ways of Rebellion. London, Edward Arnold (1908)
- The Anne-Queen's Chronicle, being a history of the last five months, faithfully recounted, in the life of the Anne Boleyn, Marquis of Pembroke, Queen-Consort of England. London, Alston Rivers (1909)
- In a Yorkshire Garden. London, Edward Arnold (1909)
- In Old Ceylon. London, Edward Arnold (1910)
- Among the Hills, a book of Joy in high Places (1911)
- Through the ivory Gates. (1912)
- The Rock Garden (1912)
- Vasanta the beautiful, a homily in four acts. London, Bradbury, Agnew & Co. (1913).
- The Dolomites, King Laurin’s Garden (1913)
- On the Eaves of the World, A botanical exploration of the borders of China and Tibet. London, Edward Arnold (1917)
- The Void of War: letters from three Fronts. London, Constable & Co. (1918)
- The English Rock Garden. London, T. C. & E. C. Jack (1919)
- The Rainbow Bridge. London, Edward Arnold (1921)
  - Artikel in „Gardener's Gazette“
  - Übersetzungen aus dem Französischen[24]

Didur betont, dass er in seinen autobiographischen Werken die eigenständige Ästhetik japanischer Gärten hervorhob und beschreibt seine Einstellung als „counter-colonial horticultural aesthetics“. Im Gegensatz zu seinen Zeitgenossen Kingdon-Ward, Joseph Rock und George Forrest und deren Narrative von kolonialer Autorität und Überlegenheit, von denen er sich ironisch distanzierte, konzentrierte sich Farrer ganz auf die Pflanzen als Subjekte; „nonhuman entities“. Seine Beschreibungen sind bewusst emotional und subjektiv und unterscheiden sich so deutlich von dem betont wissenschaftlichen und kategorisierenden Diskurs seiner Konkurrenten.

## Farrer als Gartengestalter
Farrer ist heute vor allem als Kenner von Steingarten und als Pflanzensammler bekannt, er hatte jedoch auch sehr entschiedene Ansichten über Gartengestaltung. In der Zeit des 16. und 17. Jahrhunderts habe es echte Gärten gegeben, die eine vernünftige Verbindung zwischen Haus und Außenflächen herstellten. Sowohl die französischen Gärten Le Notres als auch der englische Landschaftsgarten, mit ihren „falschen Landschaften, falschen Hainen, falschen Ruinen, wackeligen Mauern und Pagoden“ missbilligt er heftig. Den tiefsten Stand erreichte die britische Gartengestaltung seiner Ansicht nach in viktorianischer Zeit, „die gräßlichste, tödlicheste Periode... mit in Mustern bepflanzten Rabatten und einer solchen Bande von begleitenden Scheußlichkeiten, daß man selbst bei einer Erinnerung aus zweiter Hand noch schaudert“. Er war ein glühender Anhänger William Robinsons und seiner Theorien über naturnahe Gärten.

### Gärten
- Steingarten in Ingleborough, Yorkshire
- Steingarten des St John’s Colleges, mit H. J. Bidden
- Garten von Aubrey Herbert in Pixton.[31]

## Reisen
- 1903 Japan, Peking und Korea
- 1908 Ceylon
- 1910 Norditalien und Südost-Frankreich, Cottische Alpen, Grajische Alpen und Meeralpen
- Dolomiten, Dauphiné-Alpen und Meeralpen, mit Edward Augustus Bowles
- 1914–1915 Gansu, Nordwest-China und Tibet mit dem Gärtner und Pflanzensammler William Purdom mit Mitteln unter anderem von Arthur Kilpin Bulley, der Royal Horticultural Society, Frederick Stern, E. A. Bowles[32] und Stephenson Robert Clarke in Borde Hill[33].
- 1920–1921 Hpimaw im Min Shan im Hochland von Nord-Burma, im ersten Jahr zusammen mit Euan Hillhouse Methven Cox, einem schottischen Jute-Fabrikanten aus Dundee, der sich für Botanik interessierte. Dieser schrieb später ein Buch über Farrers letzte Expedition.[34]

## Würdigung
Farrer publizierte zahlreiche Erstbeschreibungen von Pflanzen aus dem tropischen Südwest-China, obwohl er in dem Gebiet mit Frank Kingdon Ward und George Forrest konkurrieren musste. Sein offizielles botanisches Autorenkürzel lautet „Farrer“.
Heute wird vor allem sein Buch über Steingärten gelesen. Die Reiseberichte enthalten sehr poetische Pflanzenbeschreibungen, vielleicht etwas schwülstig für den heutigen Geschmack. Sein Biograph Basil Morgan bezeichnet seinen Stil im English Rock Garden als „… long-winded, opinionated, and at times perverse“. Nach Richard Wilford ist das Buch bekannt für „… flowery prose and strong opinions.“ Die Dichterin und Gärtnerin Vita Sackville-West dagegen verglich seine Prosa mit der von D. H. Lawrence und sah ihn als „halb Dichter, halb Botaniker“.
In einem Beitrag in Nature werden Farrers Beiträge zur Hortikultur als herausragend charakterisiert.
Farrers oft unter schwierigen Bedingungen gemalte Landschaftsbilder aus Gansu wurden 1918 von der renommierten Fine Art Society ausgestellt.
Zahlreiche Pflanzen wurden nach Farrer benannt:
- Allium farreri

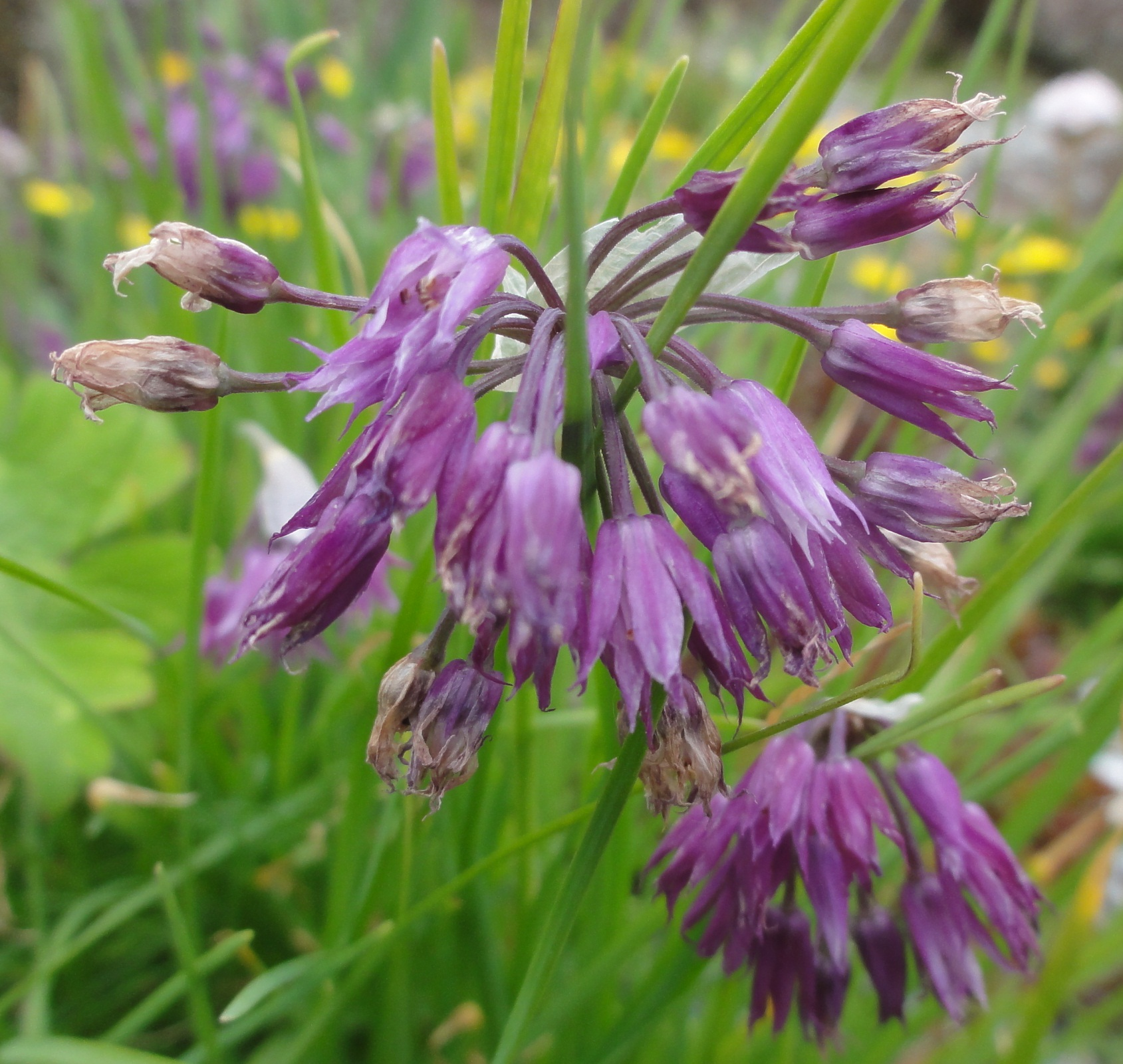
Allium cyathophorum farreri

- Allium cyathoporum var. farreri, Gansu-Lauch
- Amitostigma farreri
- Aster Farreri
- Bulbophyllum farreri
- Codonopsis farreri
- Cypripedium farreri
- Gentiana farreri
- Geranium farreri, Samen von Farrer 1914 im Min Schan an der Grenze zwischen Gansu und Sichuan gesammelt, Erstbeschreibung durch Otto Stapf 1926 im Curtis Botanical Magazine.[40]
- Picea farreri
- Rosa farreri
- Viburnum farreri

Weitere Pflanzen führte er zum ersten Mal nach England aus, wie z. B.:
- Buddleia alternifolia
- Viburnum fragrans[41]
- Stellera chasmaejasme[42]

Dem organisierten Naturschutz stand Farrer ablehnend gegenüber, nach eigenen Aussagen umklammerte er sich immer voll Spott, wenn er Schilder sah, die zum Schutz des Edelweiß’ aufforderten, gebe es doch, wie jeder Kenner der Materie wisse, mehr als genug davon.

## Mitgliedschaften und Ehrungen
Farrer war Mitglied des exklusiven Horticultural Clubs.
1920 verlieh ihm die Royal Geographical Society die Gill Memorial-Medaille, die geographische Entdeckungen auszeichnet. Das Museum in Settle (North Yorkshire) widmete Farrer 2003 eine Ausstellung.